# Love Can Build a Bridge
Love Can Build a Bridge is een nummer van het Amerikaanse countryduo The Judds uit 1990. In 1995 maakten Cher, Chrissie Hynde en Neneh Cherry een cover van het nummer, met Eric Clapton op gitaar. Dit deden ze voor de Britse liefdadigheidsinstelling Comic Relief.
De boodschap van het nummer is dat het belangrijk is om samen sterk te staan. Hoewel de originele versie van "Love Can Build a Bridge" nergens een hit werd, bereikten Cher, Hynde, Cherry en Clapton met hun uitvoering de nummer 1-positie in het Verenigd Koninkrijk. Hiermee werd het Claptons eerste Britse nummer 1-hit. Ook in andere landen sloeg deze uitvoering aan, waaronder Ierland, Finland en het Duitse taalgebied. In Nederland bereikte het de 4e positie in de Tipparade.

## Tracklijst
- Cd-single

1. Cher, Chrissie Hynde, Neneh Cherry & Eric Clapton - "Love Can Build a Bridge" - 4:16
2. "Love Can Build A Bridge (instrumentale versie) - 4:15
3. Bananarama / Lananeeneenoonoo – "Help" - 2:59
4. Tom Jones & Lenny Henry – "Can't Get Enough of Your Love" (live) - 6:26